# Зоран Мирковић
Зоран Бата Мирковић (рођен 21. септембра 1971. у Београду) бивши је српски фудбалер, а данас фудбалски тренер.

## Клупска каријера
Мирковић је током служења војног рока играо за Раднички из Свилајнца (сезона 1989/90). Своју професионалну каријеру је почео у Раду 3. марта 1991. године (Пролетер 2:1 Рад). Мирковић је провео три сезоне у ФК Рад као професионални играч и укупно одиграо 62 утакмице (пет у сезони 1990/91, 26 у сезони 1991/92, и 31 у сезони 1992/93.) и постигао један гол. Његове добре партије нису прошле незапажено па је 1993. године потписао за Партизан. Као играч београдских „црно-белих” за три сезоне је освојио три трофеја (првенство Југославије у сезонама 1993/94. и 1994/95. и Куп Југославије 1993/94.). Носио је дрес са бројем 2. У Партизановом дресу је одиграо 82 утакмице (26 у сезони 1993/94, 29 у сезони 1994/95, и 27 у сезони 1995/96) и постигао један гол.
Мирковић је 1996. године потписао уговор са Аталантом из Бергама где је провео наредне две сезоне. Био је веома популаран код навијача. Добре партије у Аталанти нису промакле Марчелу Липију који га је 1998. довео у Јувентус. После четири године Мирковић напушта Италију и одлази у турски Фенербахче. Већ у првој сезони у Турској Мирковић је освојио првенство Турске и играо у финалу купа. Током друге године у Фенеру наступао је и у Лиги шампиона. За три сезоне је одиграо 71 утакмицу и постигао 3 гола.
У јануару 2004. године Мирковић се вратио у Партизан и потписао уговор на две и по године. У Партизану је остао до 2006. када се због константних проблема са леђима опростио од активног бављења фудбалом.

## Репрезентација
Одиграо је укупно 59 утакмица за репрезентацију СР Југославије, био је члан тима на Светском првенству у фудбалу 1998. у Француској. Није наступао на Европском првенству у фудбалу 2000. у Белгији и Холандији због суспензије коју је добио после инцидента са репрезентативцем Хрватске Робертом Јарнијем.

## Након играчке каријере
Фудбалски савез Србије је 24. августа 2007. поставио Мирковића за директора свих селекција репрезентације Србије, али је Мирковић после само неколико месеци због неслагања са људима из савеза дао оставку.
Мирковић је 18. августа 2008. постављен за потпредседника ФК Партизан и на том месту се задржао око годину дана када је дао оставку због преране елиминације Партизана у квалификацијама за Лигу шампиона.

## Тренерска каријера
У јуну 2015. године преузео је београдски Синђелић који се такмичио у Првој лиги Србије, и на клупи овог тима се налазио до децембра исте године. Водио је клуб на 16 мечева током првог дела сезоне 2015/16. у Првој лиги Србије и забележио шест победа и по пет пораза и ремија.
У фебруару 2016. је постао помоћник Љубиши Тумабковићу у репрезентацији Црне Горе.
Мирковић је 5. августа 2018. године постављен за тренера Партизана. Свој деби на клупи Партизана је имао на гостовању Нордсјиланду у оквиру квалификација за Лигу Европе. Успео је да савлада дански клуб са 2:1, а потом и у реваншу на стадиону Партизана са 3:2 и тако прође у плеј оф рунду. Следећи противник је био турски Бешикташ који је лако елиминисао београдске црно-беле. У Суперлиги Србије Партизан под Мирковићем није имао пораз све до 6. марта 2019. када је на стадиону Партизана бољи био Раднички из Ниша (0:1). У наредном колу црно-бели су истим резултатом поражени и од Вождовца на стадиону Тржни центар. Након тог меча Мирковић подноси оставку. Иако је Мирковић имао само два пораза у првенству, имао је чак осам нерешених резултата па се у моменту његове оставке, Партизан налазио тек на трећем месту Суперлиге, са 21 бодом заостатка за првопласираном Црвеном звездом, и 14 бодова заостатка за другопласираним Радничким из Ниша. Мирковић је водио Партизан на укупно 29 мечева у свим такмичењима и забележио 17 победа, девет ремија и три пораза.

## Приватно
У мају 2013. оженио се Санелом Шаулић, ћерком певача Шабана Шаулића.

## Трофеји

### Партизан
- Првенство СР Југославије (2) : 1993/94, 1995/96.
- Првенство Србије и Црне Горе (1) : 2004/05.
- Куп СР Југославије (1) : 1993/94.

### Јувентус
- Интертото куп (1) : 1999.

### Фенербахче
- Првенство Турске (1) : 2000/01.